# Diego Contador

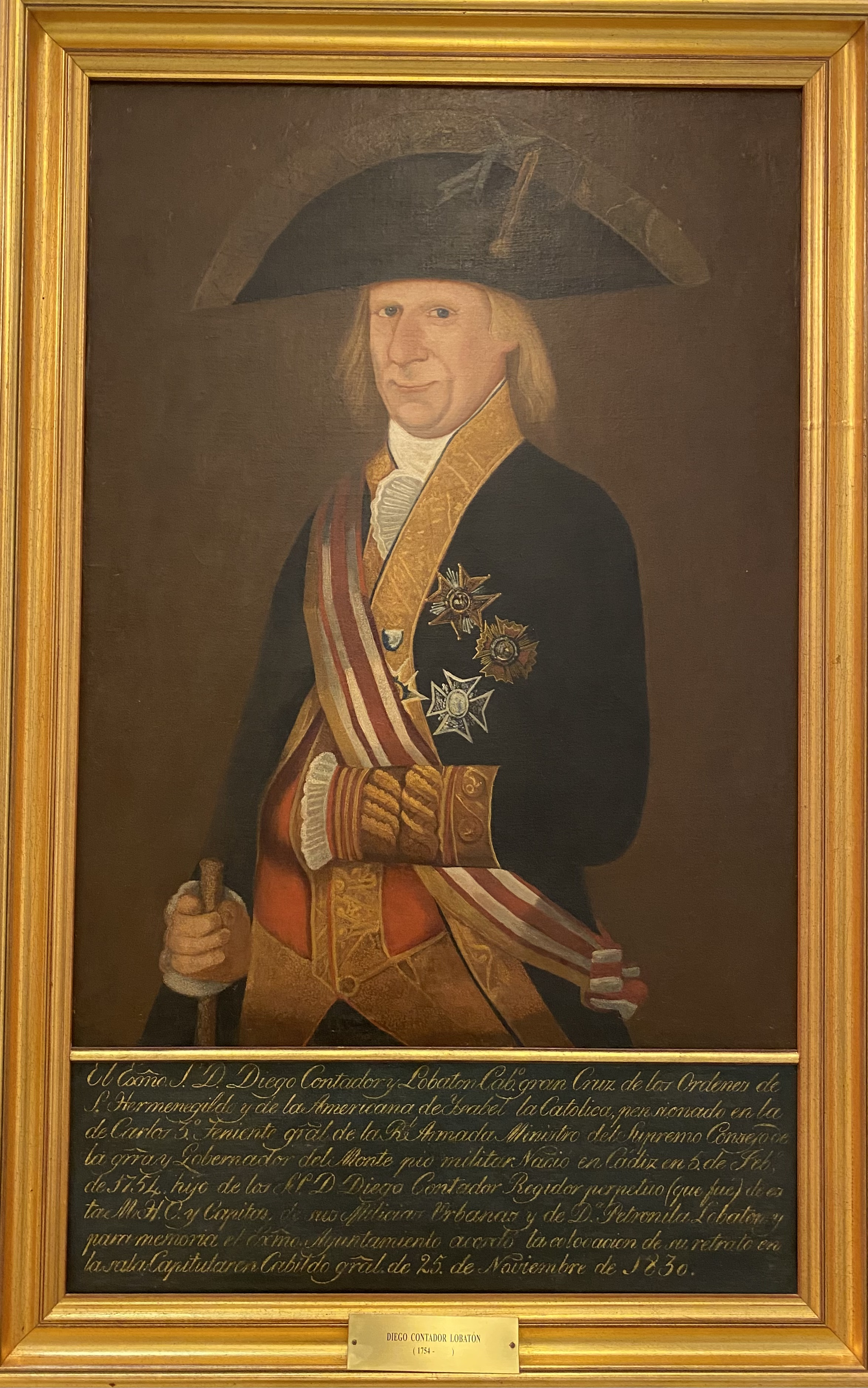
Diego Contador: Retrato original en el Museo de las Cortes de Cádiz.

Diego Contador y Lobatón (Cádiz, 5 de febrero de 1754 –Madrid, 30 de junio de 1833) fue un militar y político español.

## Biografía
Marino, ingeniero militar y militar de ideología liberal, durante el Trienio liberal fue ministro de Guerra durante agosto y septiembre de 1821.